# يوجين برنارد
يوجين برنارد (بالإنجليزية: Eugene Bernard)‏ (3 يونيو 1914 بساوثهامبتون في المملكة المتحدة - 31 أغسطس 1973 بساوثهامبتون في المملكة المتحدة) هو لاعب كرة قدم بريطاني (وحمل سابقاً جنسية المملكة المتحدة لبريطانيا العظمى وأيرلندا) في مركز حراسة المرمى. لعب مع نادي ساوثهامبتون وWinchester City F.C. ‏ وRyde Sports F.C. ‏.